# Frances (rivière)
Pour les articles homonymes, voir Frances.
La rivière Frances  (en anglais : Frances River)  est un cours d’eau de l’Île du Sud de la Nouvelle-Zélande.

## Géographie
Elle prend naissance près du Col Lambert et s’écoule vers le sud pour rejoindre le torrent McCoy Stream, pour former la rivière Clyde, laquelle s’écoule dans la rivière Rangitata, qui ensuite se déverse dans l’Océan Pacifique .